# Zsolt Bedák
Zsolt Bedák (* 26. September 1983 in Budapest) ist ein ungarischer Boxer im Superbantamgewicht. Er ist der Bruder des Boxers Pál Bedák.

## Amateurkarriere
Zsolt Bedák war Ungarischer Meister 2002, 2003, 2004 und 2005. Er gewann Bronze bei den Junioren-Europameisterschaften 2001, Silber bei den EU-Meisterschaften 2004, Gold bei den EU-Meisterschaften 2006 und Bronze bei den Europameisterschaften 2006. Bei den Olympischen Spielen 2004 besiegte er Abner Mares und unterlag anschließend knapp gegen Maxim Tretjak.

## Profikarriere
2006 wurde er Profi bei dem Hamburger Boxstall Spotlight Boxing. Er gewann 15 Kämpfe in Folge und boxte am 29. Mai 2010 gegen Wilfredo Vázquez junior um den Weltmeistertitel der WBO, unterlag jedoch durch technischen Knockout (TKO) in der zehnten Runde.
Nach zehn weiteren Siegen erhielt er am 23. April 2016 eine erneute Chance auf den WBO-Weltmeistertitel, wobei er durch TKO in der dritten Runde gegen Nonito Donaire verlor.